# Schiulești
Schiulești – wieś w Rumunii, w okręgu Prahova, w gminie Izvoarele. W 2011 roku liczyła 1217 mieszkańców.